# مازن فارسي
مازن أمين الفارسي هو ممثل ومنتج واعلامي سعودي من مواليد محافظة الطائف. بدأ العمل التلفزيوني في التسعينيات في مصر حيث عمل مع كبار النجوم، كما عمل في الصحافة والعلاقات العامة فقد عمل في في تحرير الشؤون الاقتصادية في كلٍ من صحيفة عكاظ وصحيفة المدينة والبلاد ومجلة التجارة، وحرر ملحقا اقتصاديا مع مجلة الاقتصاد والأعمال والتي تصدر من بيروت. اختاره الأمير خالد الفيصل أمير منطقة مكة المكرمة ليكون رئيس اللجنة الإعلامية بأمانة جائزة مكة للتميز في نسختها التأسيسية عام 2009م، ترك العمل الوظيفي بداية 2009 وتفرغ لعمله الخاص من خلال مؤسسة الإنتاج الفني والعلاقات العامة التي يملكها، كما عمل مع عدد من المؤسسات الحكومية وشركات القطاع الخاص كمستشار إعلامي وعلاقات عامة.

## أبرز أعماله المحلية
- مسلسل العاصوف الجزء الثاني 2019 لمحطة mbc بمشاركة مع الفنان ناصر القصبي واخراج المثنى صبح
- مسلسل حارة الشيخ، إنتاج 2016 لمحطة mbc بمشاركة مع محمد بخش، خالد الحربي، مريم الغامدي، سناء بكر يونس، عبد المحسن النمر، يوسف الجراح، وإخراج المثنى صبح.
- مسلسل عندما يزهر الخريف 1، إنتاج عام 2014 بمشاركة مع محمد الحجي، غزلان، إبراهيم الحساوي، يامور، إخراج رائد عودة.
- مسلسل (أهل البلد، إنتاج عام 2013م بمشاركة مع الفنان محمد حمزة ومنى شداد إخراج خالد الطخيم.
- مسلسل قول في الثمانيات مع الفنان حسن عسيري ويوسف الجراح وعمر الديني.
- مسلسل كلام الناس مع الفنان حسن عسيري ويوسف الجراح وعمر الديني.
- مسلسل فينك 2 مع الفنان جميل علي وميس حمدان، إخراج فيصل يماني.
- مسلسل حكايات بابا فرحان إنتاج التسعينيات مع المنتج هاني السعدي والكاتب خالد الحربي.
- مسلسل البيت الكبير مع النجم الكويتي غانم الصالح وسعاد علي.
- مسلسل أمل وآلام مع الفنان محمد العلي وخالد الحربي إخراج خالد الحربي

## أبرز الأعمال العربية
- مسلسل (لعبة الأيام) مع جلال الشرقاوي وسماح أنور وتيسر فهمي وخالد زكي ومنى زكي إخراج احمد السبعاوي.
- مسلسل (عيون الحب) مع يوسف شعبان وسمية الألفي وعبد الله غيث وحنان شوقي إخراج وفيق فكري
- مسلسل (الفدان الأخير) مع عزت العلايلي ودلال عبد العزيز ونهلة سلامة وأحمد ماهر إخراج محمد النجار.
- مسلسل (اعترافاتي) مع كمال الشناوي ومحمد رياض وياسر جلال ومنال سلامة إخراج إنعام الجريتلي.
- مسلسل (السرايا) مع [[جميل راتب و جيهان نصر إخراج رضا النجار.
- مسلسل ( بيت العيلة) مع سحر رامي وطارق الدسوقي وليلى يسري، إخراج حمدي الأبراشي.
- مسلسل (مع مرتبة الشرف) مع حنان شوقي وكمال أبو رية وزيزي مصطفى إخراج وجيه الشناوي.

## العلاقات العامة المنتديات والمؤتمرات
- عضو اللجنة المؤسسة لمنتدى جده الاقتصادي.
- عضواللجنة المؤسسة لمهرجان جدة 99.
- المنظم لفعالية جائزة مكة للتميز السنة الأولى، إمارة منطقة مكة المكرمة.
- منظم مهرحان ابداع الطفل لصالح جمعية مراكز الاحياء ومحافظة جده.